# 范文柔
范文柔（1902年6月24日—？），又譯范文儒，越南共和國政治人物，曾任越南共和國國會主席。

## 生平
范文柔爲越南承天府（今承天順化省）人，生於1902年6月24日。范文柔少時與吳廷琰在順化是同學。
二戰期間，擔任啓定高中校長。1945年至1954年間，參與地下獨立運動。1955年，成爲國家革命風潮地區執行委員，1957年5月，任國家革命風潮主席。
1955年至1957年，任越南共和國國會副主席。1957年10月，任1957年至1958年任期的國會主席。